# Res Publica Litterarum
Die Res Publica Litterarum (RPL) ist eine internationale wissenschaftliche Fachzeitschrift, die sich der ganzen thematischen Breite der Altertumswissenschaften sowie des „Nachlebens“ der Antike widmet, worauf der Untertitel „Studies in the Classical Tradition“ Bezug nimmt.
Die jährlich erscheinende Zeitschrift wurde 1978 von Sesto Prete an der University of Kansas gegründet, seit 1998 erscheint sie in neuer Folge beim Verlag Salerno Editrice in Rom. Am Institut für Klassische Philologie der Universität La Sapienza in Rom befindet sich derzeit auch die Redaktion.